# Bethel (Alaska)
Bethel és una ciutat situada a l'àrea censal de Bethel, a l'estat d'Alaska, als Estats Units, que segons el cens del 2010 tenia 6.080 habitants. La ciutat sols és accessible per via aèria i fluvial, sent el principal port del riu Kuskokwim i un centre administratiu i de transport pels 56 pobles del delta del Yukon-Kuskokwim.

## Clima
Bethel té un clima subàrtic (Köppen Dfc), amb hiverns llargs i frígids i importants nevades, i estius curts i suaus. Les temperatures mitjanes diàries oscil·len entre els -14,1 °C del gener i els 13,3 °C del juliol, amb una mitjana anual de -1,2 °C. Hi sol haver uns 13 dies càlids, per sobre dels 21 °C, durant l'estiu. Les precipitacions són més habituals durant els mesos d'estiu, amb una mitjana de 411 mm a l'any. Les nevades són més habituals durant el novembre i desembre, que no pas al gener i febrer, amb una mitjana de 114 cm a l'any. Les temperatures extremes van dels -44 °C a 32 °C.

## Demografia
Segons el cens del 2010 Bethel tenia 6.080 habitants, dels quals el 23,3% eren blancs, el 0,9% afroamericans, el 65,0% amerindis, el 2,5% asiàtics, el 0,4% illencs del Pacífic, el 0,6% d'altres races i el 7,3% pertanyien a dues o més races. Del total de la població el 2,2% eren hispans o llatins de qualsevol raça.

## Poblacions properes
El següent diagrama mostra les poblacions més properes.